# Uładzimir Karwat
Uładzimir (Uładzimier) Karwat (biał. Уладзімір Карват; biał. (tarasz.) Уладзімер Карват; ros. Владимир Карват; ur. 28 listopada 1958 w Brześciu, zm. 23 maja 1996 roku w pobliżu wsi Arabinowszczyzna w rejonie baranowickim) – białoruski pilot wojskowy (podpułkownik), pierwsza osoba odznaczona tytułem Bohatera Białorusi (pośmiertnie, 1996).

## Życiorys
W 1981 roku ukończył szkołę lotniczą i został skierowany do służby na Dalekim Wschodzie. Pilotował MiG-23. W 1994 roku na własną prośbę odkomenderowany do służby na terytorium Białorusi. 11 września tego samego roku złożył przysięgę w siłach zbrojnych Białorusi. Był naczelnikiem bazy powietrznej i przygotowania taktycznego 61 bazy lotniczej w Baranowiczach.
23 maja 1996 roku wieczorem wypełniał lot szkolno-treningowy na samolocie Su-27. Podczas lotu doszło do zasygnalizowania awarii systemu hydraulicznego. Pilot nawiązał łączność z bazą i otrzymał polecenie przerwania wykonywania zadania treningowego i powrotu do bazy. Kilkadziesiąt sekund później doszło jednak do zasygnalizowania innych awarii, w tym systemu dowodzenia. W tej sytuacji Karwat otrzymał rozkaz katapultowania się. Ten jednak ze względu na fakt, że maszyna znajdowała się w pobliżu dwóch wsi, próbował skierować ją poza strefę zamieszkaną. O 22:54, około 8 minut po starcie, 2 minuty po pierwszej sygnalizacji awarii i 14 sekund po zgłoszeniu problemów z systemem dowodzenia maszyna spadła na ziemię. Na miejsce katastrofy pobiegli liczni świadkowie, po 20 minutach pojawiła się jednostka straży pożarnej. Ogień udało się powstrzymać i nie dotarł on do kabiny, lecz nie udało się uratować pilota, który jak się okazało, poniósł śmierć na miejscu.
21 listopada 1996 roku został pośmiertnie odznaczony tytułem Bohatera Białorusi. Był odznaczony także Orderem „Za Służbę Ojczyźnie w Siłach Zbrojnych ZSRR” III stopnia (1990) oraz medalem „70 lat Sił Zbrojnych ZSRR” (1988).
Zgodnie z postanowieniem Rady Ministrów Republiki Białoruś z 10 marca 1997 roku nadano jego imię szkole średniej Nr 8 w Brześciu w której uczył się Uładzimir Karwat oraz wmurowano w tej szkole tablicę pamiątkową, ponadto ustanowiono pomnik w Brześciu, a także ufundowano stypendium jego imienia, ufundowano turniej piłkarski jego imienia, określono wzór znaczku pocztowego z jego zdjęciem. Ponadto jego imieniem nazwano ulicę w Brześciu, ulicę w Mińsku oraz skwer w Baranowiczach. W 2009 roku w Baranowiczach otwarto muzeum pilota.